# Monte Monarch
Il Monte Monarch è una delle principali vette dei Monti Pacific, un gruppo delle Montagne Costiere, situate nel sud della provincia canadese della Columbia Britannica. 
Si erge appena a est del passo tra il fiume Klinaklini e il fiume Atnarko, affluente del fiume Bella Coola. 
Ha un'altezza di 3.555 metri sul livello del mare.
La prima scalata risale al 1936 ad opera di Henry S. Hall Jr. e Hans Fuhrer.